# Bitwa pod Iłowajśkiem
Bitwa pod Iłowajśkiem (inne używane nazwy: bitwa o Iłowajśk, kocioł iłowajśki, ukr. бої за Іловайськ) – jedna z najkrwawszych bitew wojny w Donbasie, stoczona pod miastem Iłowajśk w obwodzie donieckim w dniach 6–31 sierpnia 2014 roku.

## Przebieg walki

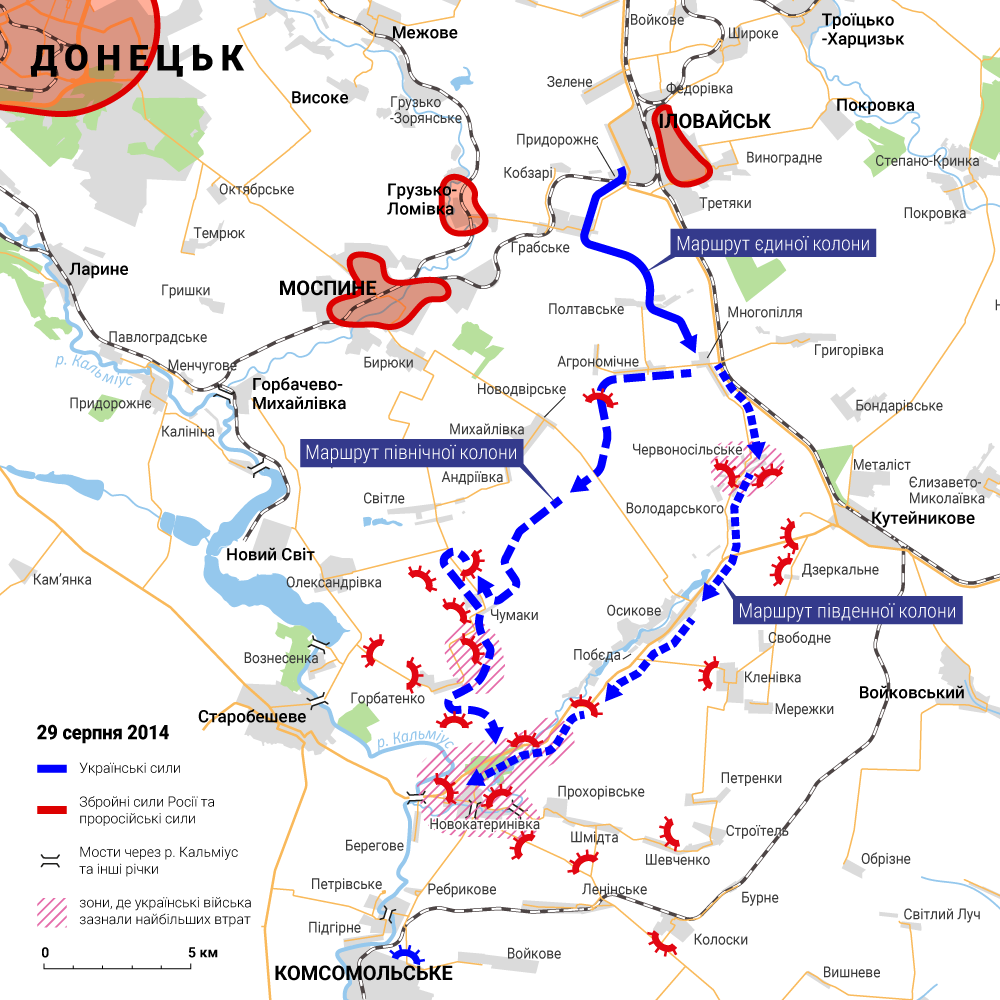
Mapa przedstawiająca obszar bitwy, z zaznaczoną trasą wyjścia wojsk ukraińskich z okrążenia (niebieska linia) oraz miejscami ich zaatakowania przez wojska rosyjskie i separatystów (czerwone półokręgi)

Od 6 sierpnia wojska ukraińskie prowadziły w rejonie Iłowajśka, szczególnie na terenach wiejskich, działania bojowe mające na celu odnajdywanie i likwidowanie oddziałów prorosyjskich separatystów. 18 sierpnia ukraińskie siły bezpieczeństwa, w dużej mierze złożone z batalionów ochotniczych, tocząc ciężkie walki, wkroczyły do samego miasta. Udało im się przejąć kontrolę nad większą częścią Iłowajśka, lecz po przybyciu regularnych wojsk rosyjskich w dniach 23–24 sierpnia i pojawieniu się ich na tyłach wojsk ukraińskich, a także po dezercji niektórych oddziałów ukraińskich, zgrupowanie iłowajśkie zostało otoczone. W nocy z 28 na 29 sierpnia prezydent Rosji Władimir Putin wezwał „siły milicji” do otwarcia korytarza humanitarnego dla okrążonego ukraińskiego wojska. 29 sierpnia o godz. 6:00 do miejscowości Mnohopilla pod Iłowajśkiem przybył rosyjski oficer i poinformował stronę ukraińską, że wyjście oddziałów powinno odbyć się bez broni. Dowództwo ukraińskich sił zbrojnych milcząco zignorowało te żądania. O 8:15 wojsko ukraińskie zaczęło wycofywać się dwiema zorganizowanymi kolumnami po trasach uzgodnionych wcześniej ze stroną rosyjską. Początkowo kolumny ukraińskie swobodnie przechodziły obok umocnionych, rosyjskich pozycji, lecz po chwili wojska rosyjskie otworzyły ogień z broni maszynowej i granatników, w wyniku czego ukraińskie kolumny zostały całkowicie rozbite.

## Skutki
Walki pod Iłowajskiem były jednym z punktów zwrotnych wojny w Donbasie: Siły Zbrojne Ukrainy utraciły inicjatywę i przeszły do defensywy. Ciężkie straty skłoniły ukraińskie dowództwo do zawarcia zawieszenia broni w Mińsku w ramach grupy kontaktowej Ukraina – Rosja – OBWE z udziałem przedstawicieli prorosyjskich bojowników. Za klęskę pod Iłowajśkiem prezydent Ukrainy Petro Poroszenko w dniu 12 października 2014 przyjął dymisję ministra obrony Walerija Hełeteja. Z uwagi na charakter starcia (niemal zupełne rozbicie okrążonych wojsk) bitwa pod Iłowajśkiem bywa nazywana ukraińskim Stalingradem.